# Carl Johan Åkerberg
Carl Johan Åkerberg, ofta kallad CJ Åkerberg, född 24 december 1976, är en svensk skeptiker och debattör.

## Biografi
Åkerberg är en av två författare till boken Skeptikerskolan. Han är programledare för poddradioprogrammet Kvalificerat Hemligt samt var programledare för Skeptikerpodden, och har medverkat i SVT-programmen Debatt och Nyhetsbyrån. Han har även intervjuats i radioprogrammet Publicerat med anledning av boken Skeptikerskolan.
I egenskap av sakkunnig om konspirationsteorier har Åkerberg varit med i P1-programmet Genier & foliehattar samt P4 Kalmar för att diskutera konspirationsteorier allmänt. Han var även med i P4 Värmland som sakkunnig för diskussion kring specifika konspirationsteorier runt terroristattackerna 11 september 2001.